# U/19 Divisionen
U/19 Divisionen er den anden bedste rangerende liga for U/19-hold i DBU-regi. Ligaen består af 15 hold, der alle møder hinanden 2 gange.

## Resultater
| År      | Guld                                | Sølv               | Bronze             |
| ------- | ----------------------------------- | ------------------ | ------------------ |
| 2004    |                                     |                    |                    |
| 2005    |                                     |                    |                    |
| 2006    |                                     |                    |                    |
| 2007    |                                     |                    |                    |
| 2008    |                                     |                    |                    |
| 2008-09 | Silkeborg IF                        | FK Viborg          | FC Fyn             |
| 2009-10 | Haderslev Fodboldklub (SønderjyskE) | Akademisk Boldklub | FC Fyn             |
| 2010-11 | Næstved Boldklub                    | AC Horsens         | HB Køge            |
| 2011-12 | SønderjyskE                         | FK Viborg          | HB Køge            |
| 2012-13 | Hvidovre                            | HB Køge            | Akademisk Boldklub |
| 2013-14 | FK Viborg                           | B93                | AC Horsens         |
| 2014-15 | SønderjyskE                         | HB Køge            | Akademisk Boldklub |
| 2015-16 | FK Viborg                           | Hvidovre           | SønderjyskE        |
| 2016-17 | FK Viborg                           | HB Køge            | FC Roskilde        |
| 2017-18 | SønderjyskE                         | FK Viborg          | Hvidovre IF        |
| 2018-19 | Akademisk Boldklub                  | AC Horsens         | FC Roskilde        |